# Двуречное (Акмолинская область)
Двуречное (каз. Двуречное) — село в Есильском районе Акмолинской области Казахстана. Административный центр Двуречного сельского округа. Код КАТО — 114841100.

## Население
В 1989 году население посёлка Двуречный составляло 1431 человек. Национальный состав: русские — 57 %, украинцы — 22 %.
В 1999 году население села составляло 1357 человек (649 мужчин и 708 женщин). По данным переписи 2009 года, в селе проживали 924 человека (442 мужчины и 482 женщины).

## Известные люди
- Межуев, Денис Валериевич (1982 — 2022) — российский офицер, подполковник ВС РФ. Герой Российской Федерации.